# Mohamed Mansour
Mohamed Mansour (Alessandria d'Egitto, gennaio 1948) è un imprenditore e politico egiziano.
È il presidente del Mansour Group, un conglomerato da 6 miliardi di dollari che è la seconda più grande compagnia in Egitto per fatturato. Nel novembre del 2016 Forbes ha stimato la sua ricchezza a $4,1 miliardi di dollari

## Biografia

### Primi anni di vita
Mohamed Mansour è nato in una delle più importanti famiglie d'affari di Alessandria. L'azienda di famiglia, Mansour Group, controlla nove delle più importanti aziende egiziane, anche dovette sopravvivere nel 1965 a causa della nazionalizzazione e della confisca dei suoi beni.  Mansour si laureò in ingegneria alla North Carolina State University nel 1968 e ottenne un master in amministrazione aziendale all'Università di Auburn nel 1971, dove insegnò fino al 1973.

### Carriera
Con i suoi due fratelli, Mansour ha mantenuto un ruolo attivo nel Mansour Group, facendo affari come distributore per le società statunitensi tra cui Chevrolet, Marlboro, General Motors e Caterpillar. Altri suoi campi d'interesse includono Metro, la più grande catena di supermercati egiziana, e il franchising della McDonald's in Egitto. Mansour ha diretto il gruppo dopo la morte di suo padre nel 1976. Da allora, ha supervisionato tutti i principali sviluppi aziendali, tra cui la creazione della filiale di investimenti privati della società, Man Capital, a Londra. Ha ricoperto inoltre la carica di Ministro dei trasporti in Egitto dal 2006 al 2009, anno nel quale si è dimesso a causa di un grave incidente ferroviario che innescò diverse critiche da parte della stampa e in ambito parlamentare.

## Vita privata
È sposato con due figli e vive al Cairo.